# David Gilmour (álbum)
David Gilmour es el primer álbum de estudio del músico británico David Gilmour, lanzado el 25 de mayo de 1978 por EMI. Fue grabado en Francia después de que terminara el Tour In The Flesh de su banda Pink Floyd como promoción del álbum Animals, pero el álbum contó con mediano éxito, llegando al puesto 17 en Inglaterra y al 29 en E.U.A.
Solo un tema fue lanzado como sencillo, la canción There's No Way Out Of Here con Deafinitely como B-side.
El tema Mihalis viene del nombre del bote de Gilmour, que a su vez viene del griego que significa Miguel.
Las canciones Comfortably Numb y Run Like Hell, ambos del álbum The Wall (1979) de Pink Floyd, fueron compuestos principalmente por David Gilmour en colaboración con Roger Waters en el álbum.

## Lista de canciones
Todos los temas compuestos por David Gilmour, excepto donde se indica.
1. Mihalis
2. There's No Way Out Of There (Baker/Gilmour)
3. Cry From The Street (Stuart/Gilmour)
4. So Far Away
5. Short And Sweet (Harper/Gilmour)
6. Raise My Rent
7. No Way
8. It's Deafinitely
9. I Can't Breathe Anymore

## Músicos
- David Gilmour - Guitarra, teclados y voz, piano en So Far Away
- Rick Wills - Bajo y voz
- Willie Wilson - Batería y percusiones
- Carlena Williams, Debbie Doss y Shirley Roden - Coros en So Far Away y There's No Way Out Of Here
- Mick Weaver - Piano en So Far Away

## Créditos
- Producción - David Gilmour
- Ingenieros de sonido - John Etchells y Nick Griffiths
- Asistente - Patrick Jauneaud
- Equipo de sonido - Phil Taylor
- Portada - Hipgnosis